# 国際連合児童基金
国際連合児童基金（こくさいれんごうじどうききん、英: United Nations Children's Fund）は、1946年12月11日に設立された国際連合総会の補助機関。略称はUNICEF（ユニセフ）。
当初は、国際連合国際児童緊急基金（こくさいれんごうこくさいじどうきんきゅうききん、英: United Nations International Children's Emergency Fund）と称して戦後の緊急援助のうち子供を主に対象とした活動であった。
1949年から1964年にかけて、主に脱脂粉乳や医薬品、原綿などの援助を受けた。当時は日本も主要な被援助国の一つであった。
緊急援助が行き渡るのにしたがって、次第に活動範囲を広げて1953年に正式名称が現在のものに変更された（略称はUNICEFのまま）。開発途上国・戦争や内戦で被害を受けている国の子供の支援を活動の中心としている他、「児童の権利に関する条約（子どもの権利条約）」の普及活動にも努めている。
かつては、物資の援助中心の活動であったUNICEFであるが、生活の自立がなければ無限に援助しても状況は変わらないとの発想の元、親に対する栄養知識の普及などの啓発活動にも力を入れている。
1965年に、ノーベル平和賞を受賞した。

## ユニセフの組織
UNICEFは、支部に相当する「事務所（UNICEF offices）」、すなわち途上国に存在して実際の支援に当たる「現地事務所（Field Offices）」と、世界の7つの地域（広域、リージョン）に存在する「地域事務所（Regional Offices）」、これらを統括する「本部（headquarters）」、そして先進国に存在してUNICEF本体を支える「国内委員会（National Committees）」とで構成されている。

### 本部
執行理事会は36ヶ国の政府代表で構成される。委員は国連の経済社会理事会で選出され、任期は3年。主な業務は次のとおり。
- 基本方針、援助計画、予算の審議及び承認[4]

なお、ユニセフの実質的な本部機能はニューヨークにあるが、現地政府・現地事務所・現地の国内委員会とも交渉する必要性から、以下の組織はあくまでニューヨーク本部と同じ、ユニセフ「本部」とされている。

#### ユニセフ本部（ニューヨーク）
ニューヨークに存在する。ユニセフの本部機能を持ち、主な業務は次のとおり。
- 基本方針、開発戦略、各援助事業方針の作成[4]
- 現地事務所との連絡及び調整[4]

#### ユニセフ・ヨーロッパ事務所
ジュネーヴに存在する。主な業務は次のとおり。
- ヨーロッパ各国の国内委員会との接渉[4]

#### ユニセフ物資供給センター
所在地はコペンハーゲン。正式には United Nations Procurement and Assembly Center（UNIPAC）という。主な業務は物資の買い付け・保管・発送業務等である。車両等の大型機材や食料などのほか、ワクチン等医療用品の大型保冷施設を持つ。

#### イノチェンティ研究所
フィレンツェに存在する。ユニセフの情報センター的役割を担う。主な業務は次のとおり、
世界の子どもの状況把握
ユニセフ東京事務所
東京都渋谷区にあるUNハウス内にある。後述の日本ユニセフ協会とは「UNICEF in JAPAN」としてFacebookやTwitterなど協力関係が大きいが、別の組織である
ユニセフ東京事務所 「日本・韓国」兼任代表の執務室が置かれている。主な業務は日本政府と韓国政府からの資金調達だが、その他には次のとおり。
- 「子どもの権利条約」、「ミレニアム開発目標」、「ユニセフ中期戦略計画（2006-2009）」を枠組みとした、感染症対策・母と子の保健改善・教育・社会開発など分野での日本のODAとユニセフの連携促進[5]。
- 研究機関、学術団体、NGOとのパートナーシップ強化とプロジェクト支援[5]。
- セミナーやワークショップなどの啓発活動[5]。
- 超党派の国会議員で構成されるユニセフ議員連盟のアドボカシー活動への協力[5]。
- 日本と韓国の政府間及び日本ユニセフと韓国ユニセフとの中継ぎ。
- 民間からの募金については、ユニセフ東京事務所ではなく、日本ユニセフ協会で受け付けている旨を紹介。

### 地域事務所
世界7つの地域に存在し、管轄地域にあるユニセフ現地事務所の業務を支えている。

### ユニセフ現地事務所
155の国と地域に存在する。国際職員と国内職員で構成される。主な業務は次のとおり。
- 現地状況を調査する[4]。
- 国、地域別の援助計画・予算の立案[4]。
- 援助計画の実施・モニタリング・評価[4]。

### ユニセフ国内委員会
先進国では、現地の子どもたちを支援するための、現地支部としての事務所は設置されない。その代わりに、上述のヨーロッパ事務所や東京事務所など、現地の政府からの支援を募ったり、今後の計画を決めるための事務所がユニセフ本部としていくつか設置されているほかに、現地の民間人からの支援を募る「ユニセフ国内委員会」が民間団体(NGO)として各国に設置されている。
ユニセフ国内委員会は「ユニセフ（国際連合児童基金）」の組織の一部とされているが、あくまで国連機関であるUNICEF本体とは協力協定を結んでいるだけで、全く別の民間団体（NGO）として、各国内で取りまとめた支援をUNICEF本体に送ったりする活動を通じて、途上国におけるUNICEF本体の活動を支えているのが、UNICEFの組織の特徴である。

## ユニセフ国内委員会
ユニセフ国内委員会は先進国36ヶ国と地域に存在し、国際連合機関であるユニセフと協力協定を結び、各国における民間協力の窓口となっている。各国国内法に基づき、非政府組織として設置されている。
最初の国内委員会は1947年に設置されたアメリカ合衆国委員会である。アジアでは2016年時点で日本・韓国・香港の3つの国と地域にユニセフ国内委員会が設置され、民間からの支援を募っている。日本では財団法人日本ユニセフ協会が該当する。
民間部門であるユニセフ各国委員会からの資金が、ユニセフ本部の財政の約30%を支えており、ユニセフ本部への政府機関からの資金が約60%であるのと比較しても、国内委員会の役割は小さくない。なおユニセフ本部との協力規定により、募金事業、グリーティングカード事業の収入の最大25%、及び会員の会費・補助金・雑収入を協会の活動経費としての留保が認められている。
UNICEF国内委員会はあくまで民間からの支援を担当しており、政府機関からの支援はUNICEF本部が対応している。日本・韓国の2国では、政府機関からの支援は、UNICEF本部の一つであるユニセフ東京事務所が担当している。ユニセフ東京事務所はユニセフ韓国委員会やユニセフ日本委員会と密接な協力関係にあることが明記されているが、あくまでユニセフ韓国委員会とユニセフ日本委員会はユニセフ東京事務所の下部組織ではなく、またユニセフ東アジア・太平洋諸国地域事務所の下部組織でもない。
なお、マルタやリヒテンシュタイン公国など、国連に加盟していながらユニセフ支部とユニセフ国内委員会が両方とも存在しない国がいくつかある。

### ユニセフアメリカ合衆国委員会
ユニセフ本部への拠出額は、2020年度は3億1,900万米ドルと、世界で一番大きい。

### ユニセフ日本委員会（日本ユニセフ協会）
日本がまだUNICEF本部から支援を受ける立場だった1955年に「日本ユニセフ協会」が設立。1956年の日本の国際連合への加盟承認を経て、1977年にUNICEF本部から「ユニセフ日本委員会」として正式に承認され、支援する立場になった。日本におけるユニセフ国内委員会として、主に民間からの募金を行っている。日本政府との交渉はユニセフ東京事務所が行っているが、公式twitterをユニセフ東京事務所と日本ユニセフ協会が共同で運営しているなど、民間への啓発活動は共同で行っている。
日本ユニセフ協会からユニセフ本部への拠出額は、2020年度は1億8,000万米ドルで、世界34か国のなかでは2番目に大きい国内委員会である。
主な業務は次のとおり。
- ユニセフの基本方針の提唱[4]
- 開発途上国の子どもの人権状況とユニセフ援助事業の理解促進[4]
- ユニセフ援助事業を支援するための募金、グリーティングカード事業[4]
グリーティングカード事業はユニセフとは無関係に行っていると思われがちだが、正式に委託されて発送されている。無論、日本以外でも行われている。

### ユニセフ韓国委員会
1994年に設立。韓国におけるユニセフ国内委員会として、主に民間からの募金を行っている。韓国政府との交渉はユニセフ東京事務所が行っている。
ユニセフ韓国委員会からユネスコ本部への拠出額は、2015年度は93,932,000ドルで、世界34か国のなかでは3番目に大きい国内委員会である。国民ひとりあたりでは2.75米ドルで、16位である。

### ユニセフ香港委員会
1986年設立。

## 歴代事務局長
| 代 | 事務局長 | 事務局長                                  | 任期              | 国       |
| -- | -------- | ----------------------------------------- | ----------------- | -------- |
| 1  |          | モーリス・ペイト Maurice Pate             | 1947年 - 1965年   | アメリカ |
| 2  |          | ヘンリー・ラブイス Henry Labouisse        | 1965年 - 1979年   | アメリカ |
| 3  |          | ジェームス・グラント James Grant          | 1980年 - 1995年   | アメリカ |
| 4  |          | キャロル・ベラミー Carol Bellamy          | 1995年 - 2005年   | アメリカ |
| 5  |          | アン・ヴェネマン Ann Veneman              | 2005年 - 2010年   | アメリカ |
| 6  |          | アンソニー・レイク Anthony Lake           | 2010年 - 2017年   | アメリカ |
| 7  |          | ヘンリエッタ・フォア Henrietta H. Fore    | 2018年 - 2022年   | アメリカ |
| 8  |          | キャサリン・ラッセル Catherine M. Russell | 2022年 - （現職） | アメリカ |

## 関連人物
- 緒方貞子（元議長、日本人初）
- 谷口誠（元議長）
- 西本伴子（元ザンビア事務所副代表）